# Vulpes skinneri
Espèce
Vulpes skinneri est une espèce éteinte de canidés. La découverte des restes fossiles de ce renard, datés du début du Pléistocène (environ 2 millions d'années), a été effectuée sur le site de Malapa, en Afrique du Sud, connu pour avoir livré des restes d'hominidés de l'espèce Australopithecus sediba,.